# Sony Alpha 37
Die Sony Alpha 37, auch bekannt als Sony SLT-a37, ist eine Einsteigerkamera der α-Serie von Sony. Es handelt sich bei ihr um eine Digitalkamera mit einem teildurchlässigen Spiegel, welche vom Hersteller Sony als eine single-lens translucent camera (SLT-Kamera) bezeichnet wird. Sie ist die Weiterentwicklung der Sony Alpha 35 und wurde – entgegen der Nomenklatur – von der Sony Alpha 58 abgelöst. Ihre Einführung erfolgte in Deutschland im Juni 2012.

## Technische Merkmale
In der Kamera wurde ein CMOS-Sensor im APS-C-Format mit einer Auflösung von etwa 16 Megapixel verbaut. Dessen maximale Lichtempfindlichkeit beträgt ISO 16.000, die Automatik verwendet jedoch nur den Bereich bis ISO 3.200. Die Kamera bietet bei sehr hohen ISO-Werten die Möglichkeit an, 6 Bilder zu einem einzelnen zu verrechnen, um so das Rauschen zu minimieren.
Eine Besonderheit der SLT-Kamera von Sony ist der halbdurchlässige Spiegel. Bei einer herkömmlichen Spiegelreflexkamera (DSLR) muss bei Verwendung des Suchers der Spiegel umklappen, damit eine Aufnahme geschehen kann. Hierdurch geht Zeit bis zur Aufnahme verloren, was bei Serienaufnahmen negativ auffallen kann.
Dieses Problem soll durch den halbdurchlässigen Spiegel umgangen werden: Der Spiegel sitzt statisch und reflektiert einen Teil des einfallenden Lichtes. Die Kamera besitzt zwei separate Sensoren: Einen für die Aufnahme und einen für den Sucher.
Hierdurch kann neben dem Display auch mit Hilfe des elektronischen Suchers bereits vorher das zu erwartende Bild betrachtet werden. Ein weiterer Vorteil dieser Technik ist, dass durch das Entfallen des Umklappen des Spiegels eine höhere Serienbildgeschwindigkeit möglich ist.
Die Kamera ermöglicht Videoaufnahmen in bis zu FullHD-Auflösung mit einer Bildfrequenz von knapp 50 Halbbildern pro Sekunde. Als mögliche Videoformate stehen AVCHD und MPEG-4 zur Auswahl.